# 'Abd Allah ibn Jud'an
ʿAbd Allāh ibn Judʿān (in arabo ﻋﺒﺪ ﺍالله ﺑﻦ ﺟﺪﻋﺎﻥ‎?; fl. VI secolo) è stato un ricco mercante arabo coreiscita di Mecca, appartenente al clan dei B. Taym b. Murra.
Secondo le fonti arabo-islamiche era cugino primo di Abū Bakr, che sarà il primo califfo della storia islamica.
La sua ospitalità, seconda solo a quella di Ḥātim al-Ṭāʾī, fu proverbiale e fu nella sua lussuosa abitazione che si radunarono verso la fine del VI secolo vari esponenti dei clan meccani per sottoscrivere il "Patto dei virtuosi" (Ḥilf al-fuḍūl) che, al di là della difesa garantita a un omicida protetto dai Quraysh - anche se macchiatosi del crimine  durante un mese ritenuto sacro da tutti gli Arabi - gettò le basi per una maggior sicurezza dei traffici a Mecca e nel suo territorio, impegnando solidalmente i sottoscrittori coreisciti.